# Auguste Criquelion
Auguste Henri Louis François Criquelion (Chièvres, 2 november 1882 - 14 oktober 1967) was een Belgisch senator en burgemeester.

## Levensloop
Van beroep landbouwer, werd Criquelion in 1921 gemeenteraadslid van Chièvres. Hij was van die gemeente de burgemeester van 1923 tot 1926 en van 1933 tot 1947. Hij werd ook provincieraadslid van 1921 tot 1932.
In 1932 werd hij liberaal senator voor het arrondissement Doornik-Aat tot 1936, van 1936 tot 1939 was hij provinciaal senator en van 1939 tot 1946 opnieuw rechtstreeks verkozen senator voor het arrondissement Doornik-Aat.